# بريساكاني
بريساكاني هي قرية تقع في إقليم ياش في رومانيا وبلغ عدد سكانها 3,589 نسمة في عام 2002م.